# مركز الإيواء ووحدة المجموعات الخاصة
مركز الإيواء ووحدة المجموعات الخاصة هو مركز تابع للمركز الوطني لتنمية الحياة الفطرية، ويعتبر مركز الإيواء من القطاعات الهامة التي أسسها المركز الوطني. ويقوم المركز بدور هام في متابعة الكائنات الفطرية بالمجموعات الخاصة بهدف التأكد من مناسبة تلك الأماكن للكائنات الموجودة بها بالإضافة إلى التأكد من سلامة القطعان الفطرية بالمجموعات الخاصة من الأمراض التي يمكن ان تنتشر بين تلك الكائنات. كما تتم مراقبة تجارة الأنواع الفطرية في الأسواق المحلية وتتم مصادرة الأنواع المحرم الاتجار بها دوليا بالإضافة إلى مصادرة الأنواع المحلية الممنوع اصطيادها. ويقوم المركز بالتعاون مع بعض الجهات على المنافذ مثل إدارة الجمارك وسلاح الحدود في حال مصادرة أي من الكائنات الفطرية ويقوم المركز بحفظ تلك الكائنات إلى حين الانتهاء من القضايا المتعلقة بها.

## الكائنات الفطرية التي يؤويها المركز
يأوي المركز حاليا العديد من الكائنات الفطرية المختلفة ومنها:
- المفترسات: كالأسود والنمور والفهود والذئاب والضباع وغيرها. والكثير من هذه الحيوانات غير محلية.
- بعض الطيور الجارحة مثل العقبان والصقور والنسور
- الزواحف وبعض الكائنات المائية.